# PunkBuster
PunkBuster – program komputerowy stosowany do zapobiegania oszustwom w grach internetowych, wydany przez spółkę Even Balance Inc.

## Historia
Pierwsza wersja beta PunkBuster została wydana 21 września 2000 roku dla gry Half-Life. Producent gry Valve Software borykał się z problemem osób oszukujących w grze począwszy od momentu jej wydania.
Pierwszą grą, w której PunkBuster został zaimplementowany całkowicie, była gra firmy id Software zatytułowana Return to Castle Wolfenstein.

## Podstawy
PunkBuster dla Half-Life'a był osobną aplikacją uruchamianą jako osobny proces w tym samym czasie co gra. Od czasu premiery PunkBuster dla Return to Castle Wolfenstein program został zintegrowany całkowicie z głównym kodem gry. Serwer, na którym odbywa się gra, komunikuje się z PunkBuster i sprawdza, czy klient spełnia odpowiednie wymagania ustawione dla gry. PunkBuster także może łączyć się z dedykowanymi serwerami w celu pobrania uaktualnień.

## Funkcjonalność
- Skanowanie w czasie rzeczywistym pamięci komputera przez klienta PunkBuster na komputerze gracza w celu wykrycia modyfikacji (np. wprowadzenie kodów) służących oszukiwaniu w rozgrywce sieciowej, używając w tym celu wbudowanej bazy danych.
- Używanie podwójnego poziomu zabezpieczenia systemu uaktualnień poprzez zwielokrotnione łączenie się z serwerami w celu zapewnienia użytkownikowi, że instalowane uaktualnienie gry nie jest zmodyfikowane bądź uszkodzone.
- Okresowy zaszyfrowany raport jest wysyłany do serwera PunkBuster przez wszystkich graczy. W razie konieczności, gdy PunkBuster serwer stwierdzi naruszenie zasad (zależnie od ustawień na serwerze), może to spowodować usunięcie gracza z rozgrywki z ewentualnym poinformowaniem pozostałych graczy o naruszeniu regulaminu.
- Administrator serwera PunkBuster może ręcznie usuwać graczy z gry na określoną ilość rozgrywek, czas albo permanentnie zablokować (ban) możliwość łączenia z serwerem.
- Serwer PunkBuster może zostać opcjonalnie tak skonfigurowany, aby losowo sprawdzał konfigurację gracza w celu wykrycia programów (exploit) wykorzystujących luki (np. knife aimbot, aimbot, wallhack, speedhack, spin bot, shaking) w kodzie gry.
- Serwer PunkBuster można tak skonfigurować, aby obliczał sumy kontrolne MD5 plików w katalogu instalacyjnym gry. Rezultaty mogą być porównane ze standardową konfiguracją. Różnice są zapisywane w logu, opcjonalnie klient może zostać usunięty z serwera.
- Administrator PunkBustera może pobierać zrzuty ekranu z monitora określonego gracza albo tak skonfigurować serwer, aby losowo automatycznie dokonywał zapisu podczas rozgrywki.
- Opcjonalnie serwer może mieć włączony filtr usuwający gracza używającego obraźliwego bądź rasistowskiego pseudonimu (nick).
- Skróty klawiszowe oraz skrypty na komputerze gracza mogą być sprawdzane przez administratora w celu wykrycia niedozwolonych modyfikacji.
- Serwer może zostać skonfigurowany tak, aby zezwalał graczom na częściowe zarządzanie serwerem w momencie, kiedy administrator nie jest obecny, bez konieczności znania hasła dostępu.
- Serwer może opcjonalnie mieć wbudowany interfejs HTTP, umożliwiający zdalne zarządzanie poprzez dowolną przeglądarkę stron WWW z dowolnego miejsca w internecie.
- Administrator PunkBustera może przesłać logi ze swojego serwera do innej lokalizacji. Organizacje takie jak PunksBusted, PBBans, AASA są przykładami grup, które wykorzystują tę opcję do tworzenia ogólnodostępnych list użytkowników, którzy oszukiwali i zostali wykluczeni z gry.

## Ataki na PunkBuster
Ponieważ PunkBuster stosowany jest do zabezpieczenia, podlega próbom ataków. Tak długo jak PunkBuster jest uaktualniany (używając funkcji samoczynnej aktualizacji) wszelkie próby ingerencji w chroniony program są neutralizowane krótko po zgłoszeniu. Do tej pory system nie padł ofiarą ataku na dużą skalę.
PunkBuster wprowadził też system globalnego banowania użytkownika. Może on używać GUID generowanego z klucza CD bądź używać: "PunkBuster Hardware Ban" (wprowadzony 30 czerwca 2004) używający unikalnych numerów seryjnych komponentów sprzętowych (dysków twardych, adresu MAC karty sieciowej), aby na stałe wykluczyć gracza z możliwości korzystania ze wszystkich serwerów używających PunkBuster w momencie dokonania próby włamania lub nieautoryzowanej modyfikacji, łamiącej licencję użytkownika oprogramowania PunkBuster. Ten rodzaj wykluczenia (ban) nie jest cofany. Ban hardware jest możliwy do ominięcia poprzez manipulację list urządzeń PCI, adresu MAC itd.

## Programy powodujące blokowanie (ban) w programie PunkBuster
PunkBuster może być skonfigurowany do wyrzucenia gracza z serwera w momencie, kiedy używa programu, który może zakłócać przebieg rozgrywki, ale nie został specjalnie napisany do tego celu. Stosowanie jednak go przez użytkownika, który nie chce oszukiwać w grze, również powoduje restrykcje. Opcja ta może być używana tylko do specyficznej gry bądź włączenie jej może zostać wymuszone przez wydawcę tytułu (NetLimiter).